# 胎教
胎教（たいきょう）とは、一般に妊婦が精神の安定に努めて、胎児によい影響を与えようとすることである。胎内教育ともいう。

## 歴史
中国の前漢時代に書かれ、『大戴礼記』におさめられた「保傅」が、胎教の重要性を説く。「保傅」は、「青史氏の記」（『青史子』）に書いてあるとして、次のような方法を記す。王の后は妊娠7か月で部屋に閉じこもる。部屋の外から音楽を聞かせるが、やがて正しい音楽を好まなくなるのでやめる。また戸の外に飲食物を用意する。やがて正しい味を好まなくなるが、好むものは食べさせない。前漢では賈誼の『新書』も「青史氏の記」をよりどころにほぼ同じ内容を記した。
古代中国では、理想的な子を産み奇形児を避けるための養生法として胎教があり、聖人君子を形成する儒教思想の一種でもあった。『列女伝』によれば、周の文王の母の太任が胎教をおこなった、とする伝説も残されている。中国の胎教については 工藤 2021 などが詳しい。
日本では7世紀に『諸病源候論』『千金方』といった中国医学書を通じて伝来し、10世紀には『医心方』巻22で胎教が説かれた。
江戸時代には、中村惕斎『比売鑑』、中江藤樹『鑑草』といった儒学者の著作で胎教が説かれた。江戸時代末期になると妊婦の保護や妊娠中の食物禁忌などと相まって胎教と解釈されるようになった。
明治以降は西洋医学の伝来により、科学的根拠に欠けることから否定される傾向にありつつも家庭の絆形成や家庭教育の始発点として実践的運動に用いられるようになった。
現代においては、胎教の概念の礎は不明瞭と言わざるを得ないが、大衆に広く普及、認知されるものとなった。
特に代表的なものは、クラシック音楽を胎児に聴かせたり、妊婦が名画を鑑賞したり、絵本を読み聞かせるなどの行為が知られている。
また、妊娠中の食事に気を遣うことや、マタニティヨガ、ウォーキングなどの軽スポーツを行うことも胎教の一部であると捉えられている。

## 胎教の効果
一般的にあげられる胎教の効果には以下のような項目がある。
- 夜泣きをしない。
- 情緒の安定した子に育つ。
- 比較的安産の傾向がある。
- 親子、夫婦、家庭の絆を形成する。

これらの項目は充分な科学的根拠に基づいているとは考えにくい面があるが、近年、産婦人科医などが著書で臨床事例を発表するなどしている。

## 関連文献

### 実用
- 関本昭一 『胎教・赤ちゃんは天才です』潮文社、1989年
- 大島清『Balloon 新編　胎教百科』主婦の友社、1994年
- 七田眞 『胎内記憶』ダイヤモンド社、1998年
- 池川明 『胎内記憶-命の起源にトラウマが潜んでいる』角川SSC文庫、2008年
- 池川明 『子どもはあなたに大切なことを伝えるために生まれてきた。〜胎内記憶からの88のメッセージ〜』青春出版社、2010年

### 歴史
- 戴徳『大戴礼記』
  - 栗原圭介『大戴礼記』、新釈漢文大系113、明治書院、1991年。
- 工藤卓司「前漢初期の「胎教」思想 『賈誼新書』胎教篇とその政治的意義」、伊東貴之編『東アジアの王権と秩序 思想・宗教・儀礼を中心として』汲古書院、2021年、ISBN 9784762966965
- 長谷部英一「中国における胎教の思想」『技術マネジメント研究』4、横浜国立大学技術マネジメント研究学会、2004年、NAID 110001031059
- 増田翼「日本と中国における幼児教育思想交渉史 先秦代から明代における中国幼児教育思想の根本原理」『仁愛女子短期大学研究紀要』43、2011年、NAID 120002972444

## 関連団体
- 一般社団法人日本胎教協会